# Základní škola generála Zdeňka Škarvady
Základní škola generála Zdeňka Škarvady se nachází v Ostravě-Porubě v Moravskoslezském kraji. Škola má statut příspěvkové organizace, sídlí na adrese Porubská 10/831, 708 00 Ostrava-Poruba. Škola je cíleně zaměřená na výuku jazyků. Historickou hodnotu má také budova školy a její výzdoba.

## O škole

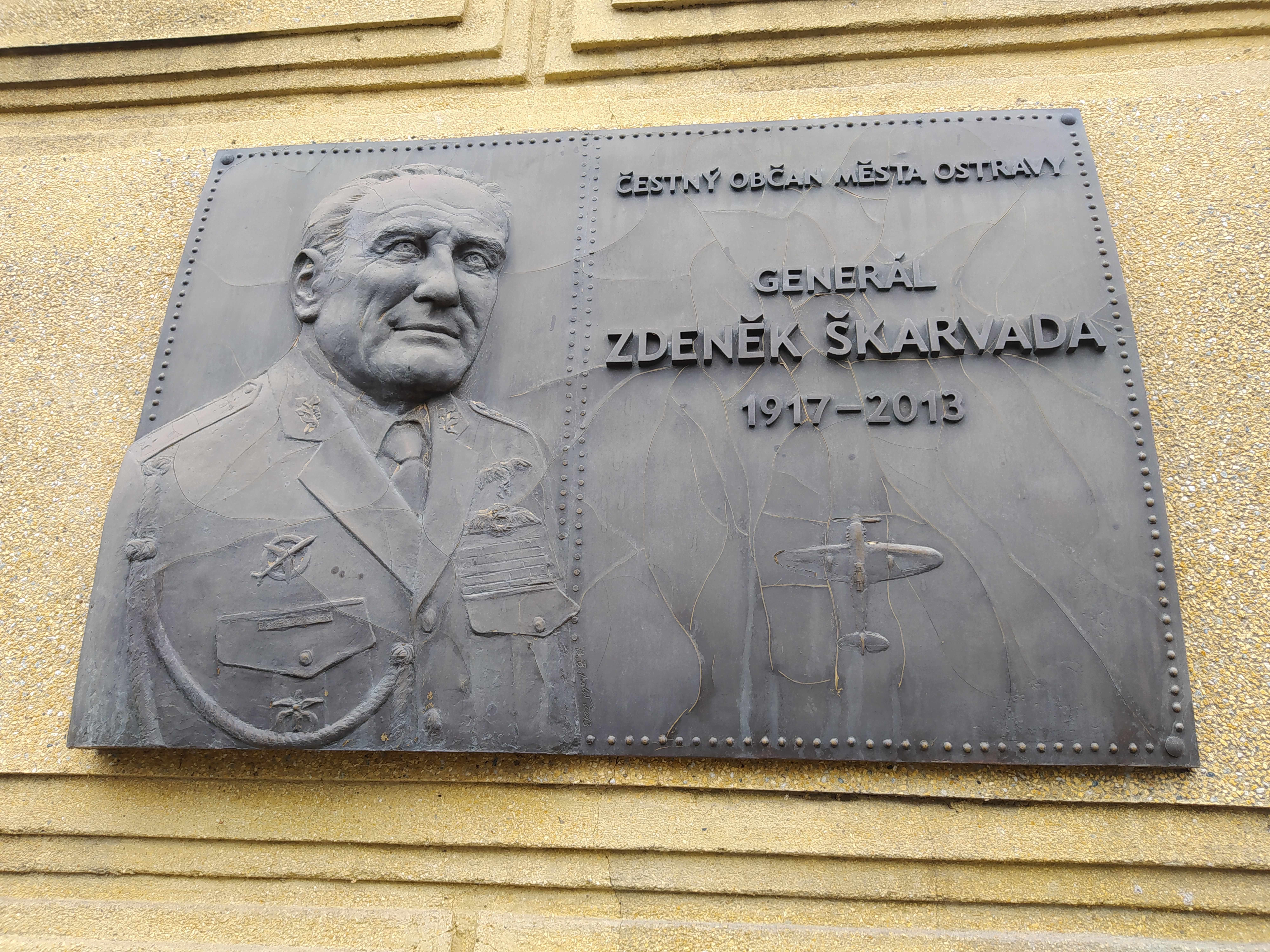
Bronzová pamětní deska na ZŠ generála Škarvady

Škola ke dni 1. října 2013 změnila dřívější název „Základní škola, Ostrava-Poruba, Porubská 831, příspěvková organizace“ na „Základní škola generála Zdeňka Škarvady, Ostrava-Poruba, příspěvková organizace“.
Základní škola získala své jméno podle českého válečného letce a zajatce ze 2. světové války generála Zdeňka Škarvady (1917–2013), který byl v socialistickém Československu pronásledován a plné rehabilitace se dočkal až po Sametové revoluci.

### Umělecká díla
Na škole, u hlavního vchodu je umístěna bronzová pamětní deska připomínající generála Škarvadu.
Nad vchodem do budovy školy (na parapetu vstupního rizalitu) jsou umístěny čtyři sochy „Školáci“ od Jiřího Myszaka z období socialistického realismu, které jsou vyrobeny z umělého kamene..
Ve vstupních dveřích ZŠ Škarvady jsou také umístěna umělecká dekorativní skla od neznámého autora pocházejících snad ze 60. let 20. století.. Sochy i dekorativní skla tak doplňují cenný původní historický vzhled školy v návaznosti na poměrně ucelený soubor historické výstavby poválečné Poruby (Městská památková zóna Ostrava-Poruba) v architektonickém slohu socialistického realismu.

## Další informace
Poblíž se nachází velmi "podobná" Základní škola Porubská 832, která je postavena ve stejném stylu.
Poblíž se nachází také Zimní stadion Ostrava-Poruba, Vozovna Poruba, Poeziomat Ostrava-Poruba a VŠB - Technická univerzita Ostrava.